# 1-Bromobutà
El bromur de n-butil o 1-bromobutà és un compost orgànic de fórmula C₄H9Br. És un líquid incolor insoluble en aigua i soluble en etanol i dietil èter. El bromur de n-butil es pot preparar a partir de n-butanol i bromur d'hidrogen: